# Given Stuurman
Dado Mahlatse Stuurman, es un actor sudafricano. Es conocido por su participación en series de televisión y películas como Invictus, Straight Outta Benoni, Scout's Safari y Scandal!.

## Biografía
Stuurmam nació y creció en Johannesburgo, Sudáfrica. Inició la carrera de ingeniería de sonido en la Academia de Ingeniería de Sonido en Auckland Park, pero no la completó.

## Carrera profesional
Debutó como actor infantil en la década de 2000. En 2006, fue seleccionado para el papel de 'Xolisi' Speedy 'Ncebe' en la serie de televisión Tshisa transmitida por SABC1. Continuó actuando en la serie hasta 2012. Interpretó el papel de 'Medupe' en la comedia Gauteng Maboneng en 2011. En 2009, se unió al elenco de la serie de televisión Scandal! como 'Kgosi'.
En 2005, debutó en la película Straight Outta Benoni. En 2006, apareció en la película casera König Otto. En 2009, participó en Invictus con un papel secundario como 'Township Kid'. En el 2017, se convirtió en parte del elenco habitual de la serie de televisión Shuga.

## Filmografía
| Año     | Título                | Rol                   | Tipo                     | Ref.  |
| ------- | --------------------- | --------------------- | ------------------------ | ----- |
| 2003    | Scout's Safari        |                       | Serie de televisión      |       |
| 2005    | Straight Outta Benoni | hermano de Manziman'  | Película                 |       |
| 2006    | Tshisa                | Xolisi 'Speedy' Ncebe | Serie de televisión      |       |
| 2006    | König Otto            | Mbugu                 | Película para televisión |       |
| 2009    | Invictus              |                       | Película                 |       |
| 2009    | Scandal!              | Kgosi Legae           | Serie de televisión      |       |
| 2017–19 | Shuga                 | Reggie                | Serie de televisión      | [ 7 ] |

## Vida personal
Está casado y es padre de una hija, nacida en 2020. En octubre de 2021, su esposa declaró que había sido víctima de violencia doméstica.